# Ел Бајад (покрајина)
Ел Бајад (арап. ولاية البيض‎), једна је од 48 покрајина у Народној Демократској Републици Алжир. Покрајина се налази у западном делу земље у појасу између планинског венца Сахарског Атласа и пустиње Сахаре.
Покрајина Ел Бајад покрива укупну површину од 78.870 km² и има 262.187 становника (подаци из 2008. године). Највећи град и административни центар покрајине је град Ел Бајад.